# 95
El año 95 (XCV) fue un año común comenzado en jueves del calendario juliano, en vigor en aquella fecha.
En el Imperio romano, era conocido como el Año del consulado de Domiciano y Tito Flavio Clemente (o menos frecuentemente, año 848 Ab urbe condita). La denominación 95 para este año ha sido usado desde principios del período medieval, cuando el Anno Domini se convirtió en el método prevalente en Europa para nombrar a los años.

## Acontecimientos
- El emperador Domiciano y Tito Flavio Clemente ejercen el consulado.
- Domiciano ejecuta a senadores por sus temores paranoicos de que estaban tramando matarlo.
- Manio Acilio Glabrión es mandado por Domiciano a descender a la arena del Coliseo para luchar contra un león. Después de que él mate al animal, la multitud lo acoge con aplauso, pero el emperador lo exilia y hace que lo maten.
- Sexto Julio Frontino es nombrado superintendente de acueductos (curator aquarum) en Roma. Al menos 10 acueductos proporcionan a la ciudad 250 millones de galones de agua cada día, los baños públicos usan la mitad del suministro.

## Nacimientos
- Vologases I de Armenia
- Apiano

## Fallecimientos
- Quintiliano, retórico y abogado (fecha aproximada).